# Caviomorpha
Caviomorpha – parworząd lub infrarząd południowoamerykańskich gryzoni (podrząd: jeżozwierzokształtne). Pozycja i poprawność stosowania kladu Caviomorpha w taksonomii jest przedmiotem dyskusji zoologów. Caviomorpha zamieszkują tereny południowej Europy, południowo-zachodniej Azji, Afryki i Ameryki. Pierwsze z nich pojawiły się prawdopodobnie na przełomie oligocenu i miocenu.

## Charakterystyka
Caviomorpha są bardzo zróżnicowane morfologicznie między sobą. Obejmują gatunki zarówno małe, mierzące do 8 cm długości jak i największe spośród gryzoni, np. kapibarę, dochodzącą do 130 cm długości i 60 kg masy. Charakteryzują się silnym naciskiem w przód w czasie gryzienia. Większość gatunków ma dużą głowę, krępe ciało, krótki ogon i smukłe kończyny. Sierść zazwyczaj jest długa, u niektórych przedstawicieli prócz niej występują bardzo długie, ostre, puste w środku kolce. Maropodobne prowadzą podziemny, naziemny, półnadrzewny lub ziemno-wodny tryb życia.

## Systematyka
- Caviomorpha
  - †Luribayomys
  - Nadrodzina Erethizontoidea
    - Rodzina Erethizontidae

  - Nadrodzina Cavioidea
    - †Scotamys
    - Dasyproctidae – aguti i akuczi
    - Agoutidae – Paka nizinna
    - †Eocardiidae
    - Dinomyidae – pacarana
    - Caviidae – Caviinae, Kapibara i Mara patagońska

  - Nadrodzina Octodontoidea
    - †Caviocricetus – niepewna pozycja
    - †Dicolpomys –  niepewna pozycja
    - †Morenella –  niepewna pozycja
    - †Plateomys –  niepewna pozycja
    - †Tainotherium niepewna pozycja
    - Octodontidae – Koszatniczka pospolita i pokrewne
    - Ctenomyidae – Tukotuko
    - Echimyidae – Kolczaki
    - Myocastoridae – Nutria
    - Capromyidae – Hutia
    - †Heptaxodontidae

  - Nadrodzina Chinchilloidea
    - Chinchillidae – Szynszyla i Wiskacza
    - †Neoepiblemidae
    - Abrocomidae